# Palloselkä
Palloselkä är en kulle i Finland. Den ligger i Enontekis kommun i landskapet Lappland, i den norra delen av landet, 900 km norr om huvudstaden Helsingfors. Toppen på Palloselkä är 465 meter över havet, eller 57 meter över den omgivande terrängen. Bredden vid basen är 3,1 km.
Terrängen runt Palloselkä är huvudsakligen platt. Trakten runt Palloselkä är nära nog obefolkad, med mindre än två invånare per kvadratkilometer. Det finns inga samhällen i närheten. Omgivningarna runt Palloselkä är i huvudsak ett öppet busklandskap.